# ادام شامبرز
ادام شامبرز (بالإنجليزية: Adam Chambers)‏ (20 نوفمبر 1980 بساندويل في المملكة المتحدة - ) هو لاعب كرة قدم بريطاني في مركز الدفاع. لعب مع شيفيلد وينزداي ونادي والسول ووست بروميتش ألبيون ونادي كيدرمينستر هاريرز لكرة القدم ونادي ليتون أورينت.

## وصلات خارجية
- ادام شامبرز على موقع قاعدة بيانات كرة القدم.إي يو (الإنجليزية)
- ادام شامبرز على موقع Soccerbase.com (لاعب) (الإنجليزية)
- ادام شامبرز على موقع عالم كرة القدم.نت (الإنجليزية)